# وردن پری یورشنیه سلیه
وردن پری یورشنیه سلیه (به لاتین: Verdun pri Uršnih Selih) یک زیستگاه انسانی در اسلوونی است که در Dolenjske Toplice Municipality واقع شده‌است.

## خصوصیات
وردن پری یورشنیه سلیه ۳٫۸۱ کیلومترمربع مساحت و ۴۸ نفر جمعیت دارد و ۲۲۷٫۸ متر بالاتر از سطح دریا واقع شده‌است.